# Beybienkia lithophila
Beybienkia lithophila is een rechtvleugelig insect uit de familie Pamphagidae. De wetenschappelijke naam van deze soort is voor het eerst geldig gepubliceerd in 1989 door Gorochov & Mishchenko.